# 新藤充
新藤 充（しんどう みつる）は，日本の有機化学者。九州大学先導物質化学研究所教授。学位は、博士（薬学）。専門は有機合成化学、天然物化学など。イノラート化学の世界的第一人者である。東京都出身。

## 略歴
- 1986年 東京大学薬学部卒
- 1990年 東京大学大学院薬学系研究科 博士課程 中退
- 1990年 東京大学薬学部 教務職員
- 1992年 フロリダ州立大学 博士研究員
- 1994年 東京大学薬学部 助手
- 1996年 徳島大学薬学部 助教授
- 2000年 科学技術振興事業団さきがけ21研究員 併任
- 2005年 九州大学先導物質化学研究所 准教授
- 2010年 九州大学先導物質化学研究所 教授

## 業績
- キラル配位子の設計と不斉共役付加反応の開発（博士論文）[1]
- 生体作用分子の設計・合成・機能に関する研究：タキソールの全合成（フロリダ州立大学）[2][3]、ボンクレキン酸の全合成[4]とその細胞死制御剤への応用[5]、アレロパシー活性化合物[6]の合成と重力屈性阻害剤への応用[7]、ステモナアルカロイドの全合成[8]など
- イノラートの化学：α,α-ジブロモエステルからのイノラートアニオンの合成[9]、回転選択的オレフィン化反応の開発[10]など。
- トリプチセンの化学[11]

## 受賞歴
- 1998年 有機合成化学協会研究企画賞
- 2000年 日本薬学会奨励賞
- 2011年 有機合成化学協会第一三共創薬有機化学賞
- 2020年 長瀬研究振興賞